# 허물

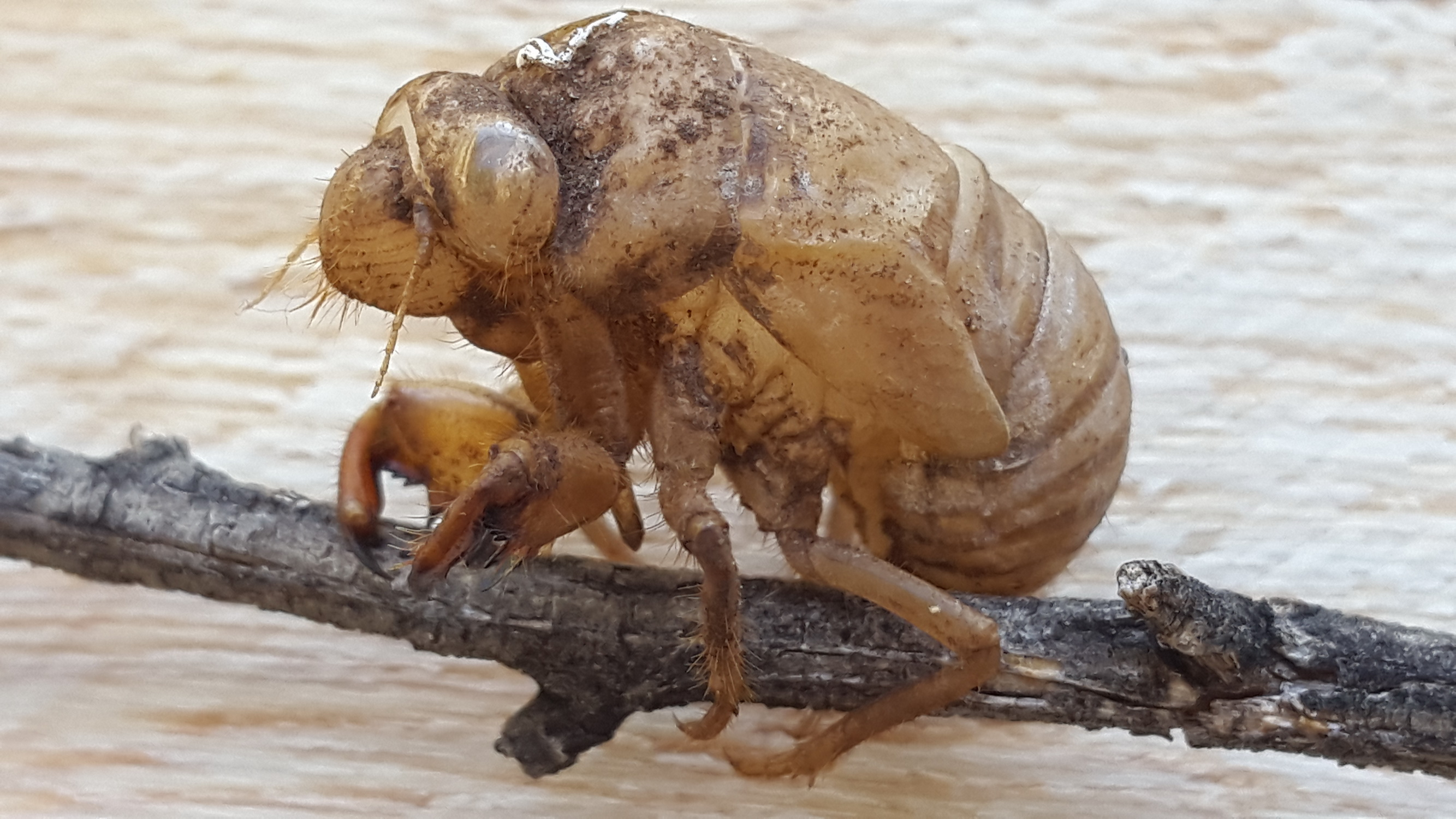
매미 허물.

허물(exuvia)이란 동물이 탈피를 하면서, 탈피 하기 전의 외골격이나 피부가 벗겨저서 버려진 것이다.